# Storå, Finland
Storå (finska: Isojoki) är en kommun i landskapet Södra Österbotten i Finland. Storå har 1 891 invånare och en yta på 647,43 km².
Storå är enspråkigt finskt.

## Historia
Storå omtalas för första gången år 1586 såsom Södermarck och Forsby. Ortens två bönder hette Sigfrid Thomasson och Lasse Larsson. Nybygget torde ha uppkommit på 1570-talet. Namnet Södermarck användes ännu år 1591, men fick sedan ge vika för Forsby. År 1608 benämndes byn ”Storåå” (Storå är en förlängning av Lappfjärds å längre västerut, byter namn efter sockengränsen.) och hade då fyra bönder; den fjärde hette Jöran Mattsson Sirooi. Den sistnämndes hemman blev senare första hemmanet i Vesijärvi by, som 1606 benämndes Wesijoki. Namnet Forsby blev senare namnet på ett hemman i Storå. Den finskspråkiga befolkningen växte och blev i majoritet och orten fick ett finskt namn. År 1696 hade Storå 18 gamla bönder och sex nybyggare samt Wesijärvi och Cärienkåski vardera en nybyggare. Nybyggandet fortgick sålunda. År 1705 bestod Storå av fem byar med finska namn. Orten hade i början av 1700-talet omkring 200 invånare. Vägen till Lappfjärds kyrka var lång, över tre mil.
Storåborna byggde sig ett bönehus 1710, där prästerna från Lappfjärds pastorat några gånger per år predikade. Begravningar skulle fortsättningsvis ske i Lappfjärd, men i lönndom lades ett och annat lik i marken runt bönehuset. Det framkom vid tinget cirka femton år efter bönehusets tillkomst. Envisheten att bilda egen församling gav resultat, för den 21 augusti 1732 erhölls kungligt bifall till att Storå fick bilda kapellförsamling. Bönehuset byggdes om till en kyrka, som invigdes år 1733. Församlingen bestod då av 30 familjer hemmahörande i Lappfjärds socken och 15 i Ikalis socken. Den första kaplanen i Storå blev magister Anders Gadolin, som kom år 1734. Storå kapell blev genom beslut av domkapitlet av 21 juni 1786 förstorat med Vesijärvi by, vars invånare var finsktalande och hade närmare till Storå än till Lappfjärds kyrka. Närapå 70 år senare, den 29 november 1855 blev Storå ett eget pastorat. Befolkningen växte vid denna tidpunkt lavinartat och räknades år 1880 till 4 016 själar.

## Politik

### Mandatfördelning i Storå kommun, valen 1976–2021
| 1 | 1 | 1 | 2 | 11 | 5 |

| 1 | 1 | 3 | 11 | 5 |

| 1 | 1 | 3 | 11 | 5 |

| 1 | 3 | 12 | 5 |

| 1 | 2 | 13 | 1 | 4 |

| 2 | 13 | 1 | 5 |

| 2 | 14 | 1 | 4 |

| 1 | 1 | 14 | 1 | 4 |

| 17 | 4 |

| 2 | 2 | 12 | 1 | 4 |

| 16 | 5 |

| 2 | 3 | 12 | 4 |

| 18 | 3 |

| 1 | 2 | 13 | 5 |

| 16 | 5 |

| 1 | 4 | 11 | 5 |

| 17 | 4 |

## Demografi

### Befolkningsutveckling
| Befolkningsutvecklingen i Storå 1975–2020                                                                    | Befolkningsutvecklingen i Storå 1975–2020 | Befolkningsutvecklingen i Storå 1975–2020 | Befolkningsutvecklingen i Storå 1975–2020 | Befolkningsutvecklingen i Storå 1975–2020 |
| --- | ----------------------------------------- | ----------------------------------------- | ----------------------------------------- | ----------------------------------------- |
| |                                           |                                           |                                           |                                           |
| År |                                           |                                           | Folkmängd                                 |                                           |
| 1975 | 1975                                      |                                           | 3 447                                     |                                           |
| 1980 | 1980                                      |                                           | 3 204                                     |                                           |
| 1985 | 1985                                      |                                           | 3 069                                     |                                           |
| 1990 | 1990                                      |                                           | 2 896                                     |                                           |
| 1995 | 1995                                      |                                           | 2 860                                     |                                           |
| 2000 | 2000                                      |                                           | 2 694                                     |                                           |
| 2005 | 2005                                      |                                           | 2 552                                     |                                           |
| 2010 | 2010                                      |                                           | 2 400                                     |                                           |
| 2015 | 2015                                      |                                           | 2 123                                     |                                           |
| 2020 | 2020                                      |                                           | 1 925                                     |                                           |
| Anm: Uppgifterna avser förhållandena den 31 december nämnda år enligt områdesindelningen den 1 januari 2022. |                                           |                                           |                                           |                                           |

### Språk
Befolkningen efter språk (modersmål) den 31 december 2022. Finska, svenska och samiska räknas som inhemska språk då de har officiell status i landet. Resten av språken räknas som främmande. För språk med färre än 10 talare är siffran dold av Statistikcentralen på grund av sekretesskäl.
| Språk                        | Talare 2022-12-31 | Talare 2022-12-31 |
| Språk                        | Antal             | Andel (%)         |
| ---------------------------- | ----------------- | ----------------- |
| Hela befolkningen            | 1 852             | 100,0             |
| Inhemska språk totalt        | 1 784             | 96,3              |
| Finska                       | 1 768             | 95,5              |
| Svenska                      | 16                | 0,9               |
| Främmande språk totalt       | 68                | 3,7               |
| Estniska                     | 25                | 1,3               |
| Ukrainska                    | 21                | 1,1               |
| Lettiska                     | 14                | 0,8               |
| Språk med färre än 10 talare | 8                 | 0,4               |

|  | Finska (95,5 %) |

|  | Svenska (0,9 %) |

|  | Främmande språk (3,6 %) |

|  | Finska (95,5 %) |

|  | Svenska (0,9 %) |

|  | Främmande språk (3,6 %) |

## Övrigt
- Den nuvarande korskyrkan i Storå stod färdig år 1833. Klockstapeln är från år 1854.